# Retr0bright

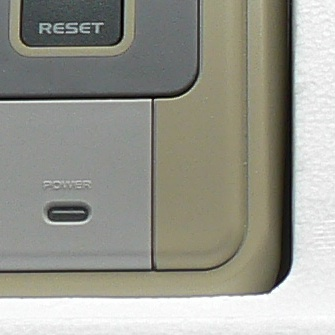
黄変したスーパーファミコンのABS樹脂部

Retr0bright （レトロブライト、Retrobright）は、ABS樹脂製の黄変したコンピュータケースを元の白色に戻すパブリックドメインの化学混合物である。黄変は主にABS樹脂に添加されている難燃化剤の臭素が紫外線に曝露することで引き起こされる。
Retr0brightシステムの構成は酸素系漂白剤に含まれる過酸化水素と少量の テトラアセチルエチレンジアミン(TAED)触媒、そしてUVランプである。 UVランプの代わりに日光を使用することもできる。

過酸化水素

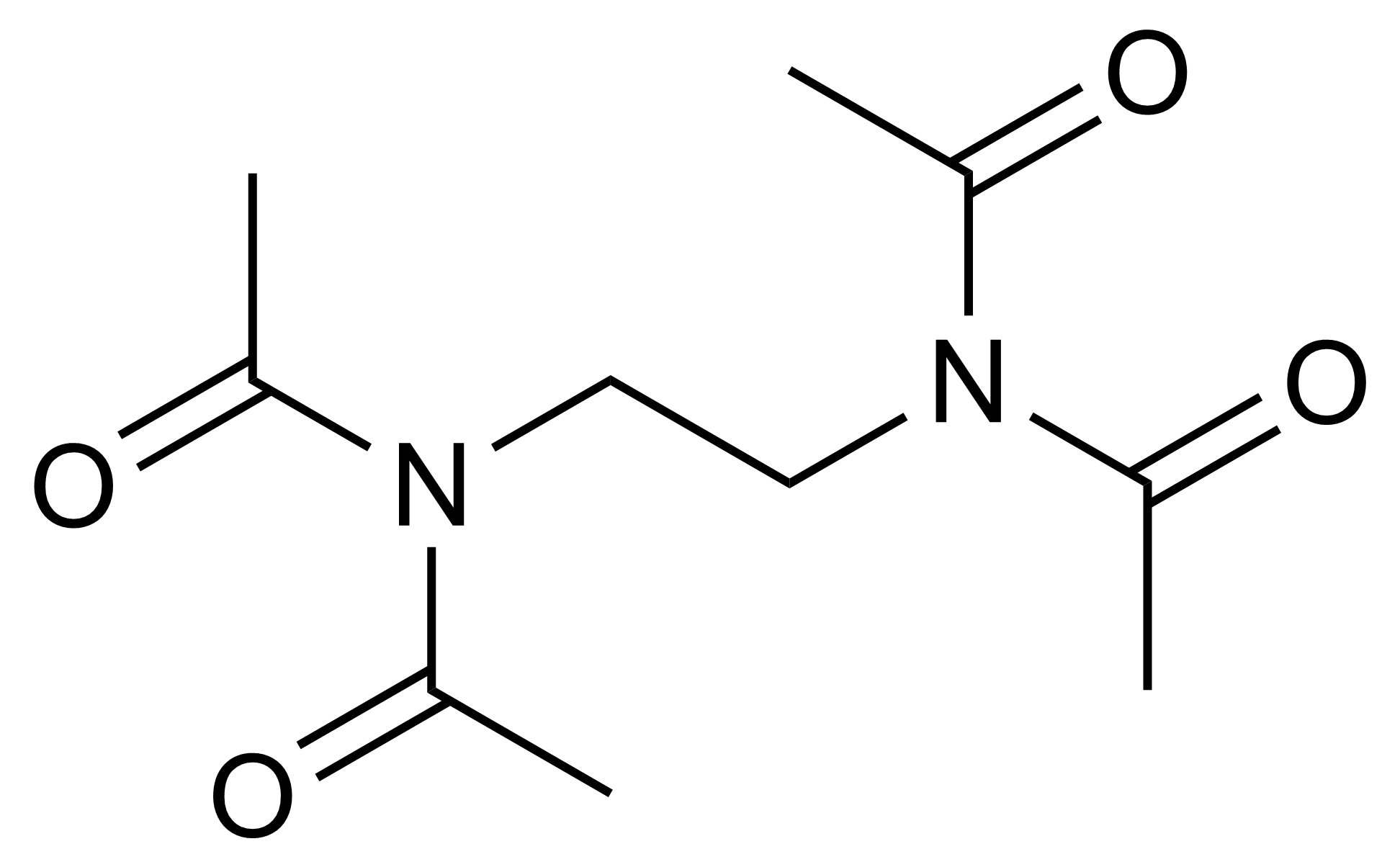
酸素系漂白剤に含まれるテトラアセチルエチレンジアミン

キサンタンガム

グリセリン

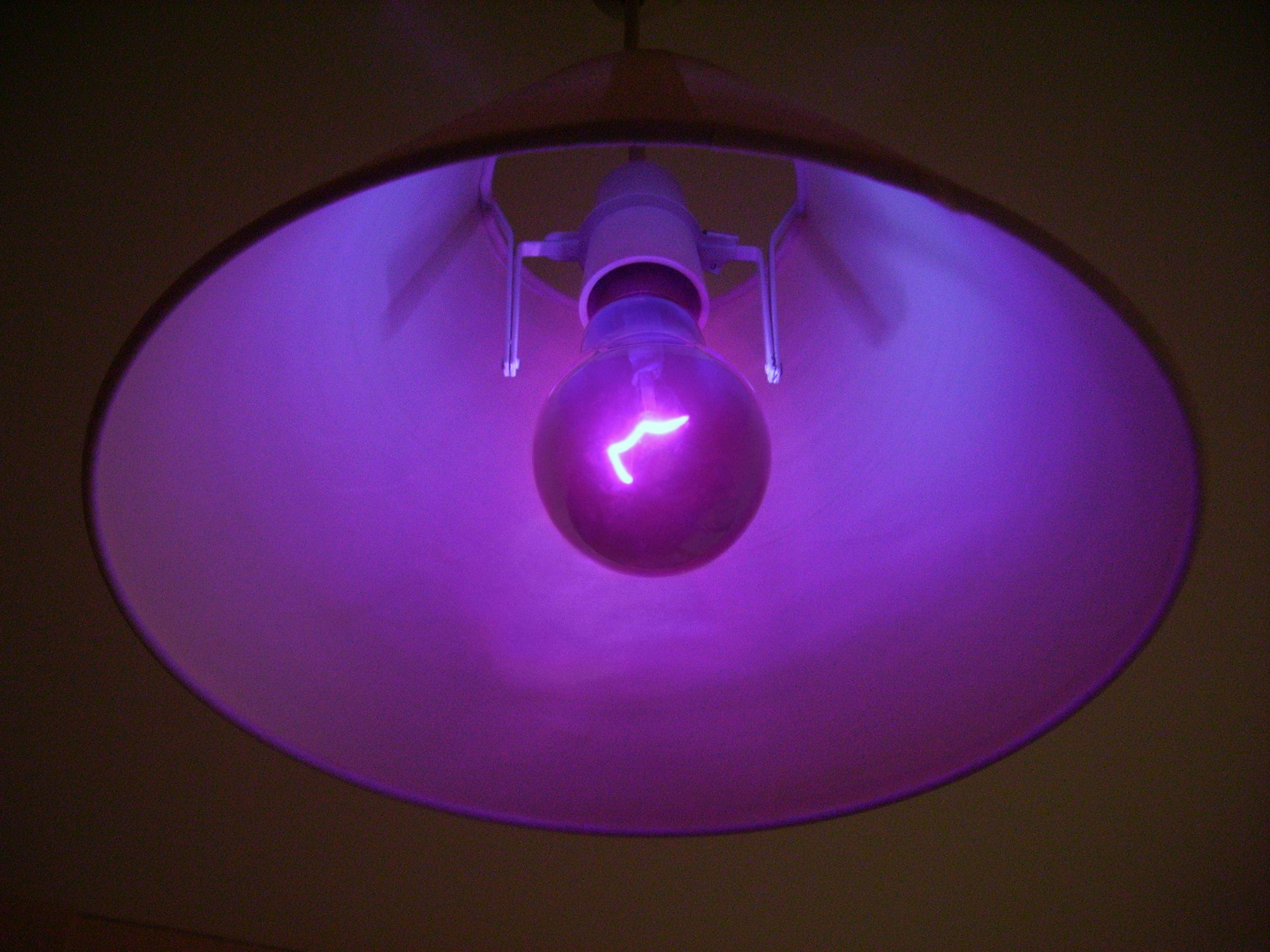
紫外灯

## 原理
ABS樹脂の黄ばみは大きく二つに分類できる。
ひとつはABS樹脂の材料そのものが劣化している場合、もうひとつは、ABS樹脂の添加物が化学変化を起こしている場合である。
前者は原料であるブタジエンの劣化による黄変や強度の劣化のため、これを防ぐのは困難である。
後者はさらに酸化防止剤によるフェノール黄変と、臭素系の難燃剤によるものに分類できる。
酸化防止剤による黄変は「暗所黄変」とも呼ばれ、一般的には酸化防止剤が周辺アルカリ雰囲気で変性したフェノール黄変と理解されている。
このタイプの黄変は「酸性の雰囲気に置く」「紫外線を当てる」ことで元の色に戻る。
臭素系難燃剤の劣化による黄変は紫外線によるもので、易燃性のABS樹脂を難燃化させるために配合される臭素系の難燃剤が紫外線により劣化して臭素原子が遊離し、これが空気中の酸素と配位結合して一酸化臭素を生成したり、二原子分子となって暗赤色-黄色を呈するものである。
このタイプの黄変を脱色するには、臭素酸化物の配位結合を切って、水素に共有結合(配位結合より共有結合のほうが強い)させ、表面から取り除くと良い。
この手法は紫外線によって酸化防止剤を還元し、水素源として過酸化水素水を用いることで酸化防止剤と難燃剤両方の黄変に対応するものである。
テトラアセチルエチレンジアミンのような漂白活性化剤を混入しておくと、ABS樹脂を痛めることなく短時間で漂白できる。

## 製作
黄変したケースやキーボードのプラスチック部位を漂白する最適な混合物のレシピと状態は以下の通りである。
1. 過酸化水素水は濃ければ濃いほどよい。12%ならば最もよく、6%でも良いが反応に要する時間は長い。
2. 紫外線源は日光かUVランプどちらでも良い;
3. 1ガロン当たりティースプーン約四分の一ほど、漂白活性化剤を含む酸素系漂白剤を添加する.

キサンタンガム あるいは クズウコン をこの混合物に添加すると簡単にゲル状にすることができる。
この混合物を製造したり、塗布する際は保護手袋やゴーグルをつける等の適切な安全措置をとるべきである。過酸化水素は目に入ると深刻な化学火傷を引き起こし、最悪の場合失明する可能性がある。
また、表面印刷が漂白剤によって剥がれ落ちる危険があるので、事前に目立たないところで試しておくと良いだろう。